# Tyr (vojevůdce)
Tyr byl podle Kosmy legendární bojovník vystupující v Lucké válce, v níž porazil vojsko kmene Lučanů v čele s knížetem Vlastislavem, když zastupoval českého knížete Neklana. V pozdějším zpracování se tento hrdina nazývá Styr nebo Čestmír.

## Pověst

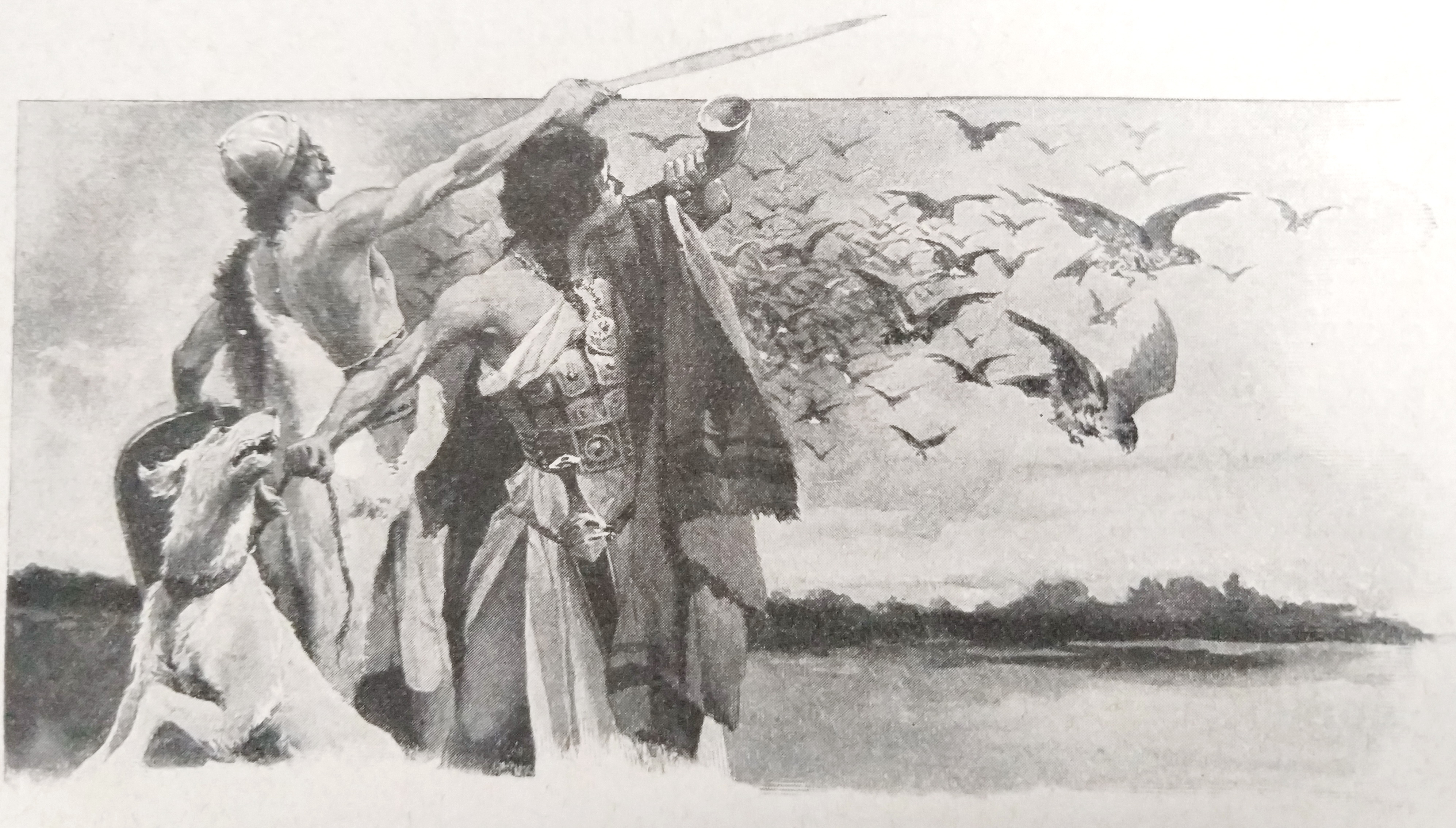
Lucká válka ve Starých pověstech českých – ilustrace od Věnceslava Černého

Pověst o lucké válce je zaznamenána již v Kosmově kronice české, jejíž znění Kosmas zachytil pravděpodobně z ústní předávané tradice. Osoba vůdce Tyra se také objevuje v Rukopise královédvorském pod jménem Čestmír. Později se ocitla i v Jiráskových Starých pověstech českých.

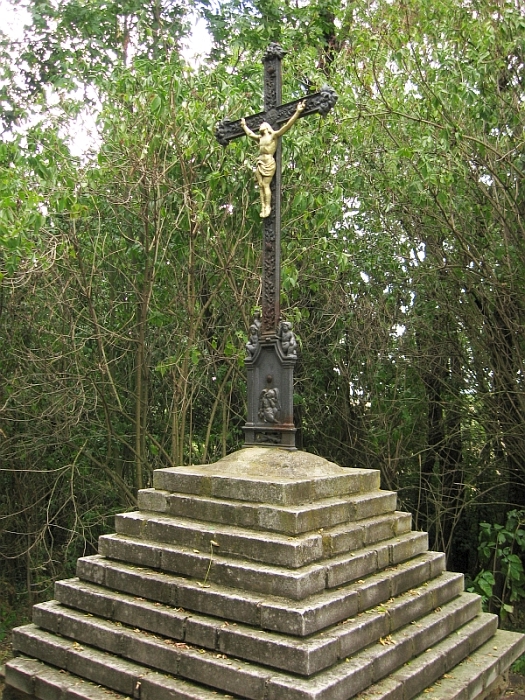
Mohylník na vrchu Krliš

Když se Přemyslovci Neklan a Vlastislav chystali na válku mezi sebou, kníže Neklan nebyl schopen táhnout do boje a obával se, že by nad Lučany nezvítězil. Jeho chování mu začal vyčítat i jeho příbuzný Tyr, Neklana však napadlo, že by české vojsko mohl vést právě Tyr. Tyr neváhal a postavil se do čela armády. Lucká a česká vojska se později utkala kdesi u Turska. Před bitvou vojevůdce Tyr zvolal: Nebudem utíkat, zůstanem, a já půjdu před vámi. Padne-li má hlava, nic se nelekejte, vpřed se žeňte, až zvítězíte. Tyr se na Lučany vyřítil v první linii voje. V potyčce následně padl lucký kníže Vlastislav, kterého skolil sám Tyr, ovšem i Tyr zanedlouho klesl k zemi. To ale české vojíny nezastrašilo, proto bojovali dál, až pobili Lučany do jednoho. Ke konci tedy Čechové v krutém boji zvítězili. Po bitvě však pohlédli na zemřelého Tyra, který se udatně obětoval. Vojáci tak připravili hrob pod velkou mohylou, kam pohřbili Tyra, a společně s jejich knížetem Neklanem mu vzdali hold.

## Tyrova mohyla
Když Tyr padl v boji, byla vybudována mohyla, pod níž byl údajně Tyr pohřben. V místech u obce Turska byl ve 20. letech 20. století proveden i archeologický výzkum. Pod Čestmírovou (Tyrovou) mohylou byly odkryty celkem tři hroby z období mladší doby železné, Kosmas však ve svém vyprávění pravděpodobně myslel nedaleký vrch Krliš tyčící se uprostřed pole, jak se domnívá historik Michal Lutovský.